# Cabaña Sheppard
La Cabaña Sheppard es una casa histórica ubicada en Eufaula, Alabama, Estados Unidos.

## Historia
La casa fue construida para Henry H. Field en 1837. Más tarde fue comprada por Mariah A. Snipes, quien vivió en la casa hasta que la traspasó a John DeWitt Snipes en 1858. En 1868, fue adquirida por el Dr. Edmund Sheppard, médico y veterano del Ejército de los Estados Confederados durante la Guerra de Secesión de 1861-1865. Más tarde fue comprada por CL Lunsford, quien finalmente la entregó a la Asociación de Patrimonio de Eufaula. Ha sido incluido en el Registro Nacional de Lugares Históricos desde el 27 de mayo de 1971.